# Nikola Ašćerić
Nikola Ašćerić (sinh ngày 19 tháng 4 năm 1991) là một cầu thủ bóng đá người Serbia.

## Sự nghiệp câu lạc bộ
Nikola Ašćerić đã từng chơi cho Tokushima Vortis.